# عبدالعزیز کابوره
عبدالعزیز کابوره (انگلیسی: Abdoul Aziz Kaboré؛ زادهٔ ۱ ژانویهٔ ۱۹۹۴) بازیکن فوتبال اهل بورکینافاسو است.
از باشگاه‌هایی که در آن بازی کرده است می‌توان به باشگاه فوتبال والنسین اشاره کرد.
وی همچنین در تیم ملی فوتبال بورکینافاسو بازی کرده است.